# شاه‌وردی
قشلاق شاهوردی یکی از روستاهای استان آذربایجان شرقی است که در دهستان قشلاق بخش فندقلو شهرستان اهر واقع شده‌است.این روستا ۵۴۴ نفر جمعیت دارد.